# オスティオナル
オスティオナル(Ostional)はコスタリカ共和国グアナカステ州にある太平洋岸の村。面積180エーカー。資料によってはオスチオナルやオスショナルが使われている。
ウミガメの一種のヒメウミガメの大産卵現象「アリバダ」が起こる海岸があることで知られている。
オスティオナル海岸とその周辺（含む、海洋部）は、オスティオナル野生生物避難区(Refugio Nacional de Vida Silvestre Ostional)として保護地域に指定されている。

## オスティオナル総合開発協会(Asociacion de Desarrollo Integral de Ostional)
同保護区内にはオスティオナル総合開発協会(Asociacion de Desarrollo Integral de Ostional)というNGOがあり、ヒメウミガメの保護や調査・研究、環境教育活動、タマゴや盗掘の管理を行っている。その運営は、アリバダ時に採取・販売したウミガメの卵の売上金の一部が使用されている。

## タマゴの採掘とウミガメの保護
オスティオナルでは、15歳以上になると協会の会員になることができウミガメのタマゴの採掘権が与えられて、厳しい法律の管理の下、アリバダ発生から36時間以内にタマゴを掘ることが認められている。掘られたタマゴは、コスタリカ全土の市場やレストランに食用として出荷される。その売上金の約70％は採掘権のある村人に均等に配当され、残りの30％が協会の運営資金となり、ウミガメの保護や研究、地域住民への教育活動が行われている。
タマゴを採掘することは、一部でヒメウミガメの減少を懸念する声も聞かれるが、大量に産卵が行われるアリバダ時においては、初期の採掘はむしろ間引きの効果があり、初めの方に産み落とされたタマゴを次に来たウミガメが掘り返すという事態を回避できる。その結果、ウミガメの卵を狙う外敵の数を減らすことができ、孵化率の増加にも繋がるとみられる。現在のところ、産卵にくるヒメウミガメの数は減少しておらず、むしろ増加傾向にある。
また、タマゴの売上の一部から資金を得てウミガメ保護・調査・研究・教育活動を行っており、ウミガメの恩恵をウミガメに還すという、自然と人間が共存する「持続可能な開発」の成功例として注目されている。

## ウミガメと環境教育
ヒメウミガメの保護活動の一環として環境教育活動も行われており、その活動は日本とも関係している。海洋環境教育者の西畠知洋はオスティオナルにて環境教育活動を行い、生態系保全とウミガメ保護の啓蒙を行っていた。そのため、オスティオナルの人々は日本に対して友好的な感情を持つ。